# PES: Peace Eco Smile
PES: Peace Eco Smile (PES ピースエコスマイル?, Pesu pīsu eko sumairu) è una serie di cortometraggi ONA anime giapponese prodotta dallo Studio 4°C in collaborazione con la casa automobilistica Toyota. Essa è stata annunciata tramite un trailer diffuso sul canale ufficiale dello Studio 4 °C di YouTube il 28 marzo 2012. Essa è composta da 7 episodi della durata di 3 minuti ciascuno, diffusi sullo stesso canale del trailer ufficiale dal 25 maggio al 17 agosto 2012 con cadenza quindicinale. Tutti gli episodi sono distribuiti in lingua giapponese con sottotitoli facoltativi in lingua inglese.

## Trama
PES: Peace Eco Smile ruota attorno al personaggio di PES, un viaggiatore venuto dallo spazio, e NaSuBi, una misteriosa forma di vita che si è innamorata della Terra per il suo fascino. L'auto di scelta per questi stranieri in un nuovo mondo? La Prius, in particolare la Liftback Prius e la Prius C berlina.

## Personaggi
Pes
Doppiato da: Misato Kokobun
Un alieno proveniente da Andromeda.
Kurumi (来実?, Kurumi)
Doppiata da: Yumi Uchiyama
Una ragazza umana che si innamora di Pes. Lavora in un negozio di fiori.
Ken (健?, Ken)
Doppiata da: Lion Kako
Fratello di Kurumi.

## Episodi
| Nº | Titolo italiano (traduzione letterale) Giapponese 「Kanji」 - Rōmaji | In onda        | In onda |
| Nº | Titolo italiano (traduzione letterale) Giapponese 「Kanji」 - Rōmaji | Giapponese     |         |
| 1  | Guida il tuo amore 「Drive your love」                               | 25 maggio 2012 |         |
| 2  | Guidando la Terra 「Driving Earth」                                  | 8 giugno 2012  |         |
| 3  | Guida divertente divertente 「Fun Fun Drive」                        | 22 giugno 2012 |         |
| 4  | Guida la tua azione 「Drive your Action」                            | 6 luglio 2012  |         |
| 5  | Guidando tranquilli 「Quite Driving」                                | 20 luglio 2012 |         |
| 6  | Guidando la tempesta 「Driving the Storm」                           | 3 agosto 2012  |         |
| 7  | Guida il tuo sorriso 「Drive your Smile」                            | 17 agosto 2012 |         |